# Copa Libertadores de Futsal 2022
La Copa Libertadores de Futsal 2022, denominada oficialmente Conmebol Libertadores Futsal 2022, fue la vigésima edición de este torneo organizado por la Conmebol, que enfrentó a los mejores clubes de fútbol sala de América del Sur. Participaron equipos de las diez federaciones de fútbol que forman parte de la Conmebol.
El torneo se desarrolló en Buenos Aires, Argentina y fue programado para jugarse del 24 de septiembre al 2 de octubre del 2022.
El certamen consagró campeón a Cascavel Futsal de Brasil, tras vencer por 3 a 1 a Peñarol de Uruguay.

## Equipos participantes
| País                                           | Equipo                                    | Vía de clasificación                                                                              |
| ---------------------------------------------- | ----------------------------------------- | ------------------------------------------------------------------------------------------------- |
| Argentina 1 cupo + anfitrión + campeón vigente | San Lorenzo Barracas Central Boca Juniors | Campeón de la Copa Libertadores de Futsal 2021 Campeón Torneo Único 2021 Campeón Copa de Oro 2022 |
| Bolivia 1 cupo                                 | San Martín de Porres                      | Campeón de la Liga Nacional de Fútsal Boliviana 2021                                              |
| Brasil 1 cupo                                  | Cascavel Futsal                           | Campeón Liga Nacional de Futsal 2021                                                              |
| Chile 1 cupo                                   | Universidad de Chile                      | Campeón del Campeonato Nacional de Futsal ANFP 2021                                               |
| Colombia 1 cupo                                | Deportivo Meta                            | Campeón de la Liga Colombiana de Fútbol Sala 2021                                                 |
| Ecuador 1 cupo                                 | Società Sportiva Bocca                    | Campeón del Campeonato Nacional Futsal del Ecuador                                                |
| Paraguay 1 cupo                                | Cerro Porteño                             | Campeón de la Liga Premium de Futsal 2022                                                         |
| Perú 1 cupo                                    | Panta Walon                               | Campeón del Cuadrangular 2021                                                                     |
| Uruguay 1 cupo                                 | Peñarol                                   | Campeón del Campeonato Uruguayo de Fútbol Sala 2021                                               |
| Venezuela 1 cupo                               | Bucaneros                                 | Campeón de la Liga Nacional de Fútbol Sala 2021.                                                  |

## Sistema de juego
Participaran doce equipos en el torneo, de los cuales tres cupos van para Argentina, y uno para cada uno de los nueve países restantes. Se dividiran en tres grupos de cuatro participantes cada uno. Los dos primeros de cada grupo avanzaran a la fase final, más los dos mejores terceros, para reunir ocho equipos partiendo desde cuartos de final en adelante.

## Primera fase[4]
Se jugara en septiembre
     Clasificado a la fase final.
     Clasificado como uno de los dos mejores terceros a la fase final.

### Grupo A
| Pos. | Equipos              | PJ | PG | PE | PP | GF | GC | Dif. | Pts. |
| ---- | -------------------- | -- | -- | -- | -- | -- | -- | ---- | ---- |
| 1.   | Cerro Porteño        | 3  | 3  | 0  | 0  | 9  | 3  | +6   | 9    |
| 2.   | San Lorenzo          | 3  | 2  | 0  | 1  | 7  | 4  | +3   | 6    |
| 3.   | S. S. Bocca          | 3  | 1  | 0  | 2  | 13 | 7  | +6   | 3    |
| 4.   | Universidad de Chile | 3  | 0  | 0  | 3  | 4  | 19 | -15  | 0    |

| 24 de septiembre de 2022 | San Lorenzo | 3:1           | S.S. Bocca | Arena Malvinas Argentinas, Buenos Aires |  |
| 10:00                    |             | Video Reporte |            |                                         |  |

| 24 de septiembre de 2022 | Cerro Porteño | 5:1           | Universidad de Chile | Arena Malvinas Argentinas, Buenos Aires |  |
| 12:00                    |               | Video Reporte |                      |                                         |  |

| 25 de septiembre de 2022 | Universidad de Chile | 1:3           | San Lorenzo | Arena Malvinas Argentinas, Buenos Aires |  |
| 18:00                    |                      | Video Reporte |             |                                         |  |

| 25 de septiembre de 2022 | Cerro Porteño | 2:1           | S.S. Bocca | Arena Malvinas Argentinas, Buenos Aires |  |
| 20:00                    |               | Video Reporte |            |                                         |  |

| 26 de septiembre de 2022 | S.S. Bocca | 11:2          | Universidad de Chile | Arena Malvinas Argentinas, Buenos Aires |  |
| 14:30                    |            | Video Reporte |                      |                                         |  |

| 26 de septiembre de 2022 | San Lorenzo | 1:2           | Cerro Porteño | Arena Malvinas Argentinas, Buenos Aires |  |
| 16:15                    |             | Video Reporte |               |                                         |  |

### Grupo B
| Pos. | Equipos         | PJ | PG | PE | PP | GF | GC | Dif. | Pts. |
| ---- | --------------- | -- | -- | -- | -- | -- | -- | ---- | ---- |
| 1.   | Cascavel Futsal | 3  | 3  | 0  | 0  | 8  | 3  | +5   | 9    |
| 2.   | Peñarol         | 3  | 1  | 1  | 1  | 5  | 5  | 0    | 4    |
| 3.   | Panta Walon     | 3  | 1  | 0  | 2  | 6  | 7  | -1   | 3    |
| 4.   | Boca Juniors    | 3  | 0  | 1  | 2  | 4  | 8  | -4   | 1    |

| 24 de septiembre de 2022 | Cascavel Futsal | 4:1           | Boca Juniors | Arena Malvinas Argentinas, Buenos Aires |  |
| 14:00                    |                 | Video Reporte |              |                                         |  |

| 24 de septiembre de 2022 | Panta Walon | 2:3           | Peñarol | Arena Malvinas Argentinas, Buenos Aires |  |
| 16:00                    |             | Video Reporte |         |                                         |  |

| 25 de septiembre de 2022 | Peñarol | 1:2           | Cascavel Futsal | Arena Malvinas Argentinas, Buenos Aires |  |
| 10:00                    |         | Video Reporte |                 |                                         |  |

| 25 de septiembre de 2022 | Panta Walon | 3:2           | Boca Juniors | Arena Malvinas Argentinas, Buenos Aires |  |
| 12:00                    |             | Video Reporte |              |                                         |  |

| 26 de septiembre de 2022 | Cascavel Futsal | 2:1           | Panta Walon | Arena Malvinas Argentinas, Buenos Aires |  |
| 18:10                    |                 | Video Reporte |             |                                         |  |

| 26 de septiembre de 2022 | Boca Juniors | 1:1           | Peñarol | Arena Malvinas Argentinas, Buenos Aires |  |
| 20:05                    |              | Video Reporte |         |                                         |  |

### Grupo C
| Pos. | Equipos              | PJ | PG | PE | PP | GF | GC | Dif. | Pts. |
| ---- | -------------------- | -- | -- | -- | -- | -- | -- | ---- | ---- |
| 1.   | Deportivo Meta       | 3  | 2  | 1  | 0  | 7  | 5  | +2   | 7    |
| 2.   | Barracas Central     | 3  | 1  | 1  | 1  | 9  | 7  | +2   | 4    |
| 3.   | Bucaneros            | 3  | 1  | 0  | 2  | 4  | 8  | -4   | 3    |
| 4.   | San Martín de Porres | 3  | 1  | 0  | 2  | 5  | 5  | 0    | 3    |

| 24 de septiembre de 2022 | Barracas Central | 1:3           | San Martín de Porres | Arena Malvinas Argentinas, Buenos Aires |  |
| 18:00                    |                  | Video Reporte |                      |                                         |  |

| 24 de septiembre de 2022 | Bucaneros | 1:2           | Deportivo Meta | Arena Malvinas Argentinas, Buenos Aires |  |
| 20:00                    |           | Video Reporte |                |                                         |  |

| 25 de septiembre de 2022 | Deportivo Meta | 2:2           | Barracas Central | Arena Malvinas Argentinas, Buenos Aires |  |
| 14:00                    |                | Video Reporte |                  |                                         |  |

| 25 de septiembre de 2022 | Bucaneros | 1:0           | San Martín de Porres | Arena Malvinas Argentinas, Buenos Aires |  |
| 16:00                    |           | Video Reporte |                      |                                         |  |

| 26 de septiembre de 2022 | Barracas Central | 6:2           | Bucaneros | Arena Malvinas Argentinas, Buenos Aires |  |
| 10:00                    |                  | Video Reporte |           |                                         |  |

| 26 de septiembre de 2022 | San Martín de Porres | 2:3           | Deportivo Meta | Arena Malvinas Argentinas, Buenos Aires |  |
| 12:00                    |                      | Video Reporte |                |                                         |  |

### Mejores terceros
| Pos. | Equipos     | PJ | PG | PE | PP | GF | GC | DIF | PTS |
| ---- | ----------- | -- | -- | -- | -- | -- | -- | --- | --- |
| 1    | S.S. Bocca  | 3  | 1  | 0  | 2  | 13 | 7  | +6  | 3   |
| 2    | Panta Walon | 3  | 1  | 0  | 2  | 6  | 7  | -1  | 3   |
| 3    | Bucaneros   | 3  | 1  | 0  | 2  | 4  | 8  | -3  | 3   |

## Fase final

#### Partido por el 11º puesto
| 29 de septiembre de 2022 | Universidad de Chile | 2:3           | Boca Juniors | Arena Malvinas Argentinas, Buenos Aires |  |
| 10:00                    |                      | Video Reporte |              |                                         |  |

#### Partido por el 9º puesto
| 29 de septiembre de 2022 | Bucaneros | 3:1           | San Martín de Porres | Arena Malvinas Argentinas, Buenos Aires |  |
| 12:00                    |           | Video Reporte |                      |                                         |  |

#### Cuadro 5° al 8° puesto
|  | 5° al 8° puesto | 5° al 8° puesto  | 5° al 8° puesto |             |             | 5° puesto        | 5° puesto        | 5° puesto |  |
|  |                 |                  |                 |             |             |                  |                  |           |  |
|  |                 |                  |                 |             |             |                  |                  |           |  |
|  | 1               | Panta Walon      | 0 (5)           |             |             |                  |                  |           |  |
|  | 1               | Panta Walon      | 0 (5)           |             |             |                  |                  |           |  |
|  | 4               | Barracas Central | 0 (3)           |             |             |                  |                  |           |  |
|  | 4               | Barracas Central | 0 (3)           |             | Panta Walon | Panta Walon      | 4                |           |  |
|  |                 |                  |                 |             | Panta Walon | Panta Walon      | 4                |           |  |
|  |                 |                  | S. S. Bocca     | S. S. Bocca | 2           |                  |                  |           |  |
|  | 3               | S. S. Bocca      | S. S. Bocca     | S. S. Bocca | 2           | 6                |                  |           |  |
|  | 3               | S. S. Bocca      |                 |             |             | 6                |                  |           |  |
|  | 2               | Deportivo Meta   | 5               |             |             | 7° puesto        | 7° puesto        | 7° puesto |  |
|  | 2               | Deportivo Meta   | 5               |             |             | 7° puesto        | 7° puesto        | 7° puesto |  |
|  |                 |                  |                 |             |             |                  |                  |           |  |
|  |                 |                  |                 |             |             | Barracas Central | Barracas Central | 2         |  |
|  |                 |                  |                 |             |             | Barracas Central | Barracas Central | 2         |  |
|  |                 |                  |                 |             |             | Deportivo Meta   | Deportivo Meta   | 0         |  |
|  |                 |                  |                 |             |             | Deportivo Meta   | Deportivo Meta   | 0         |  |
|  |                 |                  |                 |             |             |                  |                  |           |  |

#### Semifinales del 5° al 8° puesto
| 29 de septiembre de 2022 | S. S. Bocca | 6:5           | Deportivo Meta | Arena Malvinas Argentinas, Buenos Aires |  |
| 14:00                    |             | Video Reporte |                |                                         |  |

| 29 de septiembre de 2022 | Panta Walon                              | 0:0 (5:3 p.)               | Barracas Central                    | Arena Malvinas Argentinas, Buenos Aires |  |
| 16:00                    |                                          | Video Reporte              |                                     |                                         |  |
|                          |                                          | Tiros desde el punto penal |                                     |                                         |  |
|                          | Tavera · Angulo · Ramírez · Mera · Pérez |                            | Dorda · Fernández · Almeyda · Muñoz |                                         |  |

#### Partido por el 7º puesto
| 1 de octubre de 2022 | Barracas Central | 2:0           | Deportivo Meta | Arena Malvinas Argentinas, Buenos Aires |  |
| 11:00                |                  | Video Reporte |                |                                         |  |

#### Partido por el 5º puesto
| 1 de octubre de 2022 | Panta Walon | 4:2           | S. S. Bocca | Arena Malvinas Argentinas, Buenos Aires |  |
| 13:00                |             | Video Reporte |             |                                         |  |

### Cuadro principal
|  | Cuartos de final | Cuartos de final | Cuartos de final |                 |                 | Semifinales     | Semifinales | Semifinales |               |               | Final        | Final        | Final |  |
|  |                  |                  |                  |                 |                 |                 |             |             |               |               |              |              |       |  |
|  |                  |                  |                  |                 |                 |                 |             |             |               |               |              |              |       |  |
|  | Cerro Porteño    | Cerro Porteño    | 4                |                 |                 |                 |             |             |               |               |              |              |       |  |
|  | Cerro Porteño    | Cerro Porteño    | 4                |                 |                 |                 |             |             |               |               |              |              |       |  |
|  | Panta Walon      | Panta Walon      | 1                |                 |                 |                 |             |             |               |               |              |              |       |  |
|  | Panta Walon      | Panta Walon      | 1                |                 | Cerro Porteño   | Cerro Porteño   | 0           |             |               |               |              |              |       |  |
|  |                  |                  |                  |                 | Cerro Porteño   | Cerro Porteño   | 0           |             |               |               |              |              |       |  |
|  |                  |                  | Peñarol          | Peñarol         | 2               |                 |             |             |               |               |              |              |       |  |
|  | Peñarol (t. s.)  | Peñarol (t. s.)  | Peñarol          | Peñarol         | 2               | 4               |             |             |               |               |              |              |       |  |
|  | Peñarol (t. s.)  | Peñarol (t. s.)  |                  |                 |                 |                 |             |             |               |               |              |              |       |  |
|  | Barracas Central | Barracas Central | 2                |                 |                 |                 |             |             |               |               |              |              |       |  |
|  | Barracas Central | Barracas Central | 2                |                 |                 |                 |             |             |               | Peñarol       | Peñarol      | 1            |       |  |
|  |                  |                  |                  |                 |                 |                 |             |             |               | Peñarol       | Peñarol      | 1            |       |  |
|  |                  |                  | Cascavel Futsal  | Cascavel Futsal | 3               |                 |             |             |               |               |              |              |       |  |
|  | Cascavel Futsal  | Cascavel Futsal  | Cascavel Futsal  | Cascavel Futsal | 3               | 5               |             |             |               |               |              |              |       |  |
|  | Cascavel Futsal  | Cascavel Futsal  |                  |                 |                 |                 |             |             |               |               |              |              |       |  |
|  | Bocca            | Bocca            | 0                |                 |                 |                 |             |             |               |               |              |              |       |  |
|  | Bocca            | Bocca            | 0                |                 | Cascavel Futsal | Cascavel Futsal | 2           |             |               | Tercer lugar  | Tercer lugar | Tercer lugar |       |  |
|  |                  |                  |                  |                 | Cascavel Futsal | Cascavel Futsal | 2           |             |               | Tercer lugar  | Tercer lugar | Tercer lugar |       |  |
|  |                  |                  | San Lorenzo      | San Lorenzo     | 1               |                 |             |             |               |               |              |              |       |  |
|  | Deportivo Meta   | Deportivo Meta   | San Lorenzo      | San Lorenzo     | 1               | 1               |             |             | Cerro Porteño | Cerro Porteño | 2            |              |       |  |
|  | Deportivo Meta   | Deportivo Meta   |                  |                 |                 |                 |             |             | Cerro Porteño | Cerro Porteño | 2            |              |       |  |
|  | San Lorenzo      | San Lorenzo      | 8                |                 |                 |                 |             |             |               |               | San Lorenzo  | San Lorenzo  | 4     |  |
|  | San Lorenzo      | San Lorenzo      | 8                |                 |                 |                 |             |             |               |               | San Lorenzo  | San Lorenzo  | 4     |  |
|  |                  |                  |                  |                 |                 |                 |             |             |               |               |              |              |       |  |

#### Cuartos de final
| 28 de septiembre de 2022 | Cerro Porteño | 4:1           | Panta Walon | Arena Malvinas Argentinas, Buenos Aires |  |
| 10:00                    |               | Video Reporte |             |                                         |  |

| 28 de septiembre de 2022 | Cascavel Futsal | 5:0           | S.S. Bocca | Arena Malvinas Argentinas, Buenos Aires |  |
| 12:00                    |                 | Video Reporte |            |                                         |  |

| 28 de septiembre de 2022 | Peñarol | 4:2 (t. s.)   | Barracas Central | Arena Malvinas Argentinas, Buenos Aires |  |
| 14:00                    |         | Video Reporte |                  |                                         |  |

| 28 de septiembre de 2022 | Deportivo Meta | 1:8           | San Lorenzo | Arena Malvinas Argentinas, Buenos Aires |  |
| 16:20                    |                | Video Reporte |             |                                         |  |

#### Semifinales
| 30 de septiembre de 2022 | Cascavel Futsal | 2:1           | San Lorenzo | Arena Malvinas Argentinas, Buenos Aires |  |
| 17:00                    |                 | Video Reporte |             |                                         |  |

| 30 de septiembre de 2022 | Cerro Porteño | 0:2           | Peñarol | Arena Malvinas Argentinas, Buenos Aires |  |
| 19:00                    |               | Video Reporte |         |                                         |  |

#### Tercer Puesto
| 2 de octubre de 2022 | Cerro Porteño | 2:4           | San Lorenzo | Arena Malvinas Argentinas, Buenos Aires |  |
| 10:00                |               | Video Reporte |             |                                         |  |

#### Final
| 2 de octubre de 2022 | Peñarol | 1:3           | Cascavel Futsal | Arena Malvinas Argentinas, Buenos Aires |  |
| 13:00                |         | Video Reporte |                 |                                         |  |

|                                    |
| Bandera de Brasil                  |
| Campeón Cascavel Futsal 1.º título |

## Transmisión
El torneo de la Copa Libertadores de Futsal 2022 fue transmitido a través del canal oficial de la Conmebol Libertadores en la plataforma de Youtube,  así como en la plataforma Facebook Watch.